# بيت الجائفى (الرجم)

تعديل مصدري - تعديل

بيت الجائفى هي إحدى قرى عزلة العزكي بمديرية الرجم التابعة لمحافظة المحويت، بلغ تعداد سكانها 217 نسمة حسب تعداد اليمن لعام 2004.